# Omarska
Omarska (szerbül: Омарска), falu Bosznia-Hercegovinában, Bosanska krajina területén, Prijedor községben, a Szerb Köztársaságban. 

## Fekvése
Bosznia-Hercegovina északnyugati részén, a Potkozarje területén, Banja Lukától légvonalban 27, közúton 39 km-re északnyugatra, községközpontjától légvonalban 17, közúton 24 km-re délkeletre, 160 – 450 méteres tengerszint feletti magasságban, a Gomjanica mellékvize, a Krivaja-patak folyása mentén, délnyugat-északkeleti irányban hosszan elnyúlva fekszik. Több településrészből áll, domborzatának 65%-a síkság és 35%-a hegyvidék. Omarska vízrendszere kiterjedt, területének délnyugati részén halad át a Gomjenica-folyó, amely helyileg nagy mezőgazdasági jelentőséggel bír, mert a legtermékenyebb földeken halad keresztül. Területén áthalad a Prijedorból Banja Lukára vezető főút.

## Népessége
| Nemzetiségi csoport | Népesség 1991 | Népesség 2013 |
| ------------------- | ------------- | ------------- |
| Szerb               | 3273          | 3040          |
| Bosnyák             | 23            | 4             |
| Horvát              | 19            | 15            |
| Jugoszláv           | 79            | 2             |
| Egyéb               | 42            | 20            |
| Összesen            | 3436          | 3081          |

## Története
A vasérc bányászata és vastermelése a térségben a vaskor legeleje óta, több mint kétezerötszáz éven át folyt. A föníciaiak aranyat és ezüstöt, majd vasat keresve a Földközi-tenger partja mentén minden ércekben gazdag területre eljutottak, és így érkeztek erre a vidékre is. Bányákat és kohókat építettek, amelyek technológiája ugyan primitív volt, de a kornak megfelelő szinvonalú. Munkaerőként a helyi lakosság szolgált. Az érceket rejtő területek erdőkben, vízfolyásokban is gazdagok voltak, mellettük pedig bányásztelepülések jöttek létre. Salaklerakódásokat és az ősi bányászat nyomait e vidék számos helyén megtalálták, így Omarskán is. A térség bányaszati központja Ljubija volt, ahol, amint azt az ott előkerült négy római oltár is mutatja a bányászok kultikus központja is állt. A bányászat az oszmán korban is folytatódott.
A település 1878-ig tartozott az Oszmán Birodalomhoz, ekkor a berlini kongresszus határozata alapján az Osztrák-Magyar Monarchia része lett. 1879-ben az első osztrák-magyar népszámlálás során a Prijedori járáshoz és Kozarac községhez tartozó településnek 133 háztartása és 805 ortodox szerb lakosa volt. 1910-ben a Kozaraci járáshoz tartozó településen 190 háztartást, 1244 ortodox, 10 muszlim, 2 római katolikus és 1 görög katolikus lakost találtak. Bosznia-Hercegovina 1878-as megszállása után az osztrák-magyar hatóságok a Bosznia-Hercegovinában található összes ásványkincset állami tulajdonnak nyilvánították. Nyomozómunkába kezdtek a készletek meghatározása és a kiaknázási lehetőségek vizsgálata érdekében. A szakértők közül kiemelkedett Dr. Kacer geológus, aki rámutatott a Ljubija térségében található jelentős mennyiségű vasércre és kiaknázásának előnyeire. Becslések szerint a készletek körülbelül 20 millió tonnát tettek ki, és az itteni érc kevés káros szennyeződést tartalmazott, emiatt nagyon könnyen megolvad a kemencékben. Az első bányát 1916-ban nyitották meg az Osztrák-Magyar Monarchia háborús szükségletei miatt a Ljubija melletti Javorik-hegyen, így az 1916-os évet tekintik a vasérc ipari kitermelése kezdetének a térségben.
A monarchia szétesésével 1918-ban előbb a Szerb-Horvát-Szlovén Királyság, majd 1929-től a Jugoszláv Királyság része. 1921-ben a községnek 200 háztartása és 1187 lakosa volt. Prijedor városától délnyugatra, délkeletre és keletre, 14-25 kilométeres távolságra három kiépített bánya található: „Ljubija”, „Tomašica” és „Omarska”. A körülbelül 1200 km²-es érctartalmú terület, azaz a Szana-Una paleozoikum a Novi Grad - Prijedor - Bronz Maidan, a Sansko Most és a Budimlić Japra közötti területet foglalja magában. Ez a terület máig kevéssé kutatott, és további kutatások alapját képezi. 1992-ig a ljubijai bányák, köztük a tomašicai vasébánya, voltak a vasérc fő szállítói Jugoszlávia acéltermelő kapacitásához. Jugoszlávia megszállása után a falu a Független Horvát Állam (NDH) része lett. 1941. július 31. és augusztus 2. között az usztasa 168 embert ölt meg Omarska község területén.
1945-től a település a szocialista Jugoszlávia része volt, az 1963-ig fennállt Omarska községhez a környék 12 falva (Bistrica, Busnovi, Gradina, Jelićka, Kevljani, Krivaja, Lamovita, Marićka, Niševići, Omarska, Petrov Gaj és Tomašica) tartozott. A boszniai háború idején a település a Boszniai Szerb Köztársaság része volt. A bosznia-hercegovinai háború idején 1992-ben településen működött az „Omarska” vagy „Rudnik Omarska” koncentrációs tábor, amely Prijedor község területéről származó bosnyák és horvát lakosság bebörtönzésére és kínzására szolgált. 1992. július 20-tól kezdődően a Boszniai Szerb Köztársaság hadserege (VRS) megtámadta a Szana bal partjának bosnyák falvait. Akik túlélték a mészárlásokat, azok az Omarska, a Keraterm és a Trnopolje koncentrációs táborokba kerültek. Az itt szétvállogatott foglyok egyik részét ezután kivégzőhelyekre szállították. A szerb hatóságok háborús dokumentumai szerint 1992. május 27. és augusztus 16. között összesen 3334 személyt tartottak fogva a táborban; 3197 bosnyák és 125 horvát volt. Közülük több százan haltak éhen, a büntetések, verések, a rossz bánásmód és kivégzések miatt. A hágai volt Jugoszláviával foglalkozó nemzetközi büntetőtörvényszék több személyt talált bűnösnek az Omarskában elkövetett emberiesség elleni bűncselekményekben. A daytoni békeszerződést követő területfelosztásnál a település Prijedor község részeként a Szerb Köztársaság területéhez került.

## Oktatás
Omarskában a „Vuk Karadžić” Általános Iskola működik, amelynek körülbelül 800 tanulója van. Az omarskai gyerekek általában Prijedor vagy Banjaluka középiskoláiba járnak.

## Sport
A település az 1973-ban alapított FK Omarska labdarúgóklub székhelye. A futballklub hosszú éveken át a Boszniai Szerb Köztársaság második ligájában, a nyugati csoportban szerepelt, ahol jelentős eredményeket ért el. A 2020/2021-es szezonban a liga bajnokai lettek. A klub jelenleg a Boszniai Szerb Köztársaság első ligájában játszik.

## Nevezetességei
- Az Úr Jézus Krisztus mennybemenetelének temploma. A szűkös információk szerint valószínűleg egy régi fatemplom állt ezen a helyen, mely 1893 körül épült. A történelmi körülmények 1920-ig nem tették lehetővé a felépítését. A levéltári dokumentumok alapján az építkezés két évig tartott, és 1922-ben szentelték fel. A templomban több ereklye és ikon található, amelyek olajjal készültek vászonra festve. Közülük kiemelkedik egy lepel, egy 19. századi művész alkotása, a Három Szent Hierarcha ikonja, amelyet 1899-ben adtak át a templomnak, valamint egy Szent Száva-ikon, amelyet 1935-ben adományoztak. 2013-ban új ikonosztázt készítettek és megtörtént a templom teljes belső felújítása.[12]

- Szent Lázár cár tiszteletére szentelt ortodox temploma